# 2014年德拉省攻势
2014年德拉省攻势（也被称为“Geneva Houran”行动）是2014年叙利亚内战期间，由叙利亚自由军（FSA）及其他反对派武装发动的一场攻势，旨在击退位于德拉省、库奈特拉省和苏韦达省的政府军并打开通往大马士革的道路。
这场攻势开始于2014年2月3日，反对派在FSA下属部队与圣战者武装举行会议之后宣布了这一消息。 参战的各反对派武装成立了一个联合行动指挥部。还有报道说FSA在德拉省、大马士革和库奈特拉省的指挥部也加入了这一联合指挥部。
当地的反对派武装指挥官声称在攻势中数千名接受过西方国家训练的武装分子会参与。海湾地区国家许诺会向德拉省的反对派武装提供大量武器和弹药，其中包括反坦克武器和防空导弹。

## 反对派的攻势
在攻势第一天，据报道反对派武装夺取了位于德拉市的Atman镇检查站并摧毁了另一处检查站，还攻占了Atman镇周边了政府军阵地。
2月14日，49个与FSA有关的反对派组织宣布它们将在统一以“南部阵线”的名义进行行动。同一天，在反对派武装控制的Yabuda村发生了一起汽车炸弹袭击事件，至少33人（包括12名反对派武装）在袭击中丧生。 活动人士指责叙利亚政府策划了这起行动。还有报道称有22人（包括19名平民）在政府军针对德拉省反对派控制区的空袭中丧生。
2月16日，FSA参谋长萨利姆·伊德里斯准将被解职，其职务由Abdel al-Ilah al-Bachir准将接替。
2月18日，来自德拉省东部Busra al-Harir镇的反对派武装进攻并占领了Dwera村西部的一处政府军前哨，但数小时之后被政府军夺回。在战斗中有22名政府军和数十名反对派武装伤亡。与针对前哨战的进攻相配合的是，反对派武装进攻了德拉省与苏韦达省交界处附近的布斯拉市。但是政府军成功击退了反对派的进攻。
政府军方面，当天早上叙利亚军队使用坦克和空袭对库奈特拉省中部和南部的多个村庄（Hajje、Dawayeh、Kubra、Sughra、Bir Ajam和Buraika）发动突然袭击。
2月19日，叙利亚空军开始对德拉省的反对派阵地发动空袭，而反对派正准备在之后几天对大马士革发动进攻。
2月22日，根据叙利亚军方的消息，政府军攻占了库奈特拉省南部的Rasm al-Hour镇和Rasm al-Sad镇。叙利亚人权观察组织（SOHR）证实政府军正在发动进攻并且叙利亚空军也参与了进攻。
2月23日，9个反对派组织（包括胜利阵线和自由沙姆人伊斯蘭運動）宣布开始一场新的战役，针对的是德拉市西郊叙利亚陆军第61旅负责的战区。
在2月25日夜间，反对派武装在胜利阵线的领导下发动攻势试图攻占Tal al-Jabiyeh军事基地，据报道该基地内存有化学武器。驻约旦的一些国际军事官员警告反对派不要去动那些化学武器并把这些化学武器移交给他们管理，以避免反对派武装对化学武器处理不当或者导致以色列空军空袭这处设施。反对派武装同意了这一要求。但是，第二天反对派武装仍旧向这处设施推进以试图控制它。位于安曼的指挥中心随即停止向这一支反对派武装提供武器支援，这一举动很明显延缓了反对派向攻占该处设施的步伐。在没有武器支援的情况下，反对派武装只能在基地周边加固阵地，无法攻占这一设施。两天之后，政府军的援兵抵达当地并且在3月1日成功赶走了反对派武装。
2月26日，叙利亚政府军试图向Inkhil和Nawa镇推进。
2月27日，叙利亚政府军向位于Al-Nuaimeh村南部的阵地派出增援，而反对派武装加紧了对当地政府军检查站的包围圈，以阻止政府军抵达当地。
3月11日，叙利亚空军对德拉省南部的反对派控制区发动了7次空袭，而德拉的Al-Balad区遭到叙利亚第285营的炮击。
3月19日，反对派在政府军向粮食仓库撤退之后攻占了德拉省的Gharaz监狱。反对派的消息称有294名囚犯被释放。另一则消息称大约300至400名囚犯被解救，并声称反对派武装占领了监狱南部的一处驾驶训练场和一处“秘密设施”。在攻占监狱之后，当地的战线转移到了粮食仓库，反对派试图攻占该地。
自3月20日起，德拉省的反对派开始无法穿过由政府军控制的Nawa镇、Sheikh Maskeen镇和Izraa镇组成的防线向北推进。政府军还开始被部署到防御阵地，但无法从这些阵地发动进攻。总的来说，双方都陷入了僵局。据说反对派之所以无法取得进展是因为没有新的武器支援从约旦被送达到反对派手中。
3月21日，反对派的消息声称反对派武装占领了粮库和Gharaz监狱附近的加油站。反对派还声称在战斗中缴获了多辆装甲车。
在占领粮库之后，Qussad军事检查站周围爆发了激烈冲突，而叙利亚空军空袭了Gharaz地区。SOHR报道称当天结束时反对派武装已经攻占了Qussad检查站。
4月2日，据报道叙利亚军队空袭和炮击了德拉省的多个反对派控制的城镇和村庄，至少导致1人丧生。反对派还继续对德拉市内的叙利亚空军情报机构总部发动进攻。
4月7日，在被反对派围困两周之后，库奈特拉省的Tulul al-Humur村被反对派攻占。